# Паб'яницький повіт
Паб'яницький повіт (пол. powiat pabianicki) — один з 21 земських повітів Лодзького воєводства Польщі.
Утворений 1 січня 1999 року в результаті адміністративної реформи.

## Загальні дані
Повіт знаходиться у центральній частині воєводства.
Адміністративний центр — місто Паб'яниці.
Станом на 1.01.2008 населення становить 119 110 осіб, площа 492,18 км².

## Демографія
Демографічні дані повіту станом на 31 grudnia.2007:
|       | Всього | Всього | Жінки | Жінки | Чоловіки | Чоловіки |
| ----- | ------ | ------ | ----- | ----- | -------- | -------- |
|       | осіб   | %      | осіб  | %     | осіб     | %        |
| Повіт | 119110 | 100    | 63311 | 53,2  | 55799    | 46,8     |
| Міста | 87450  | 100    | 47104 | 53,9  | 40346    | 46,1     |
| Села  | 31660  | 100    | 16207 | 51,2  | 15453    | 48,8     |